# Tobillo
En la anatomía humana, el tobillo es la articulación donde se unen la pierna y el pie. El tobillo está constituido por tres huesos: el peroné y la tibia que pertenecen a la pierna, y el astrágalo que forma parte del pie. La tibia y el peroné forman conjuntamente en su parte inferior una mortaja articular o cúpula sobre la que se encaja la troclea o polea del astrágalo. El maléolo lateral va a ser más voluminoso que el medial, va a descender más y por tanto, se posterioriza más, lo que explica que exista una ligera oblicuidad (aproximadamente 20.º).
Sobre la estructura ósea existe una cápsula fibrosa, un conjunto de ligamentos, músculos y tendones que contribuyen a la solidez de la articulación y hacen posible el movimiento de la misma, es una articulación muy expuesta a lesiones

## Articulación
Desde el punto de vista de GKES, la articulación del tobillo se compone: 
- De una pieza superior, formada por la tibia y el peroné, constituyendo de ese modo un bloque cuya superficie inferior presenta un agujero en forma de segmento cilíndrico.

- De una pieza inferior, constituida por el astrágalo, que va a soportar la superficie cilíndrica anteriormente nombrada con un eje transversal.

Ambas pueden realizar los movimientos de flexión y de extensión alrededor del eje común. El cilindro macizo que forman, realmente se corresponde con la tróclea astragalina que contacta con la carilla articular de la cara externa del maléolo medial (tibia) y con la carilla articular de la cara interna del maléolo externo (peroné).
La articulación del tobillo sirve de unión entre el segmento inferior de la pierna y el pie. Constituye una unidad funcional integrada por la suma de dos articulaciones morfológicamente independientes, la tibioperonea inferior y la tibioperoneoastragalina.
- La articulación tibioperoneoastragalina es la principal del tobillo y pone en contacto los segmentos inferiores de la tibia y el peroné con el astrágalo. Pertenece al género de las articulaciones en polea (sinoviales). Está formada por las extremidades distales de los huesos de la pierna, constituyendo la mortaja tibioperonea que se articula con el astrágalo. Por parte de la tibia interviene la cara inferior del maléolo tibial, por parte del peroné la cara interna del maléolo peroneo, y por parte del astrágalo su cara superior. De esta forma queda una articulación troclear formada por 3 huesos: tibia, peroné y astrágalo.[4]

- La articulación tibioperonea inferior pone en contacto los segmentos inferiores de la tibia y el peroné. Está reforzada por 2 ligamentos, uno anterior y otro posterior. Es una articulación de gran relevancia funcional que permite cierto grado de separación entre la tibia y el peroné durante los movimientos de flexión y extensión del pie. Además hace posible el movimiento de rotación del peroné.

## Ligamentos

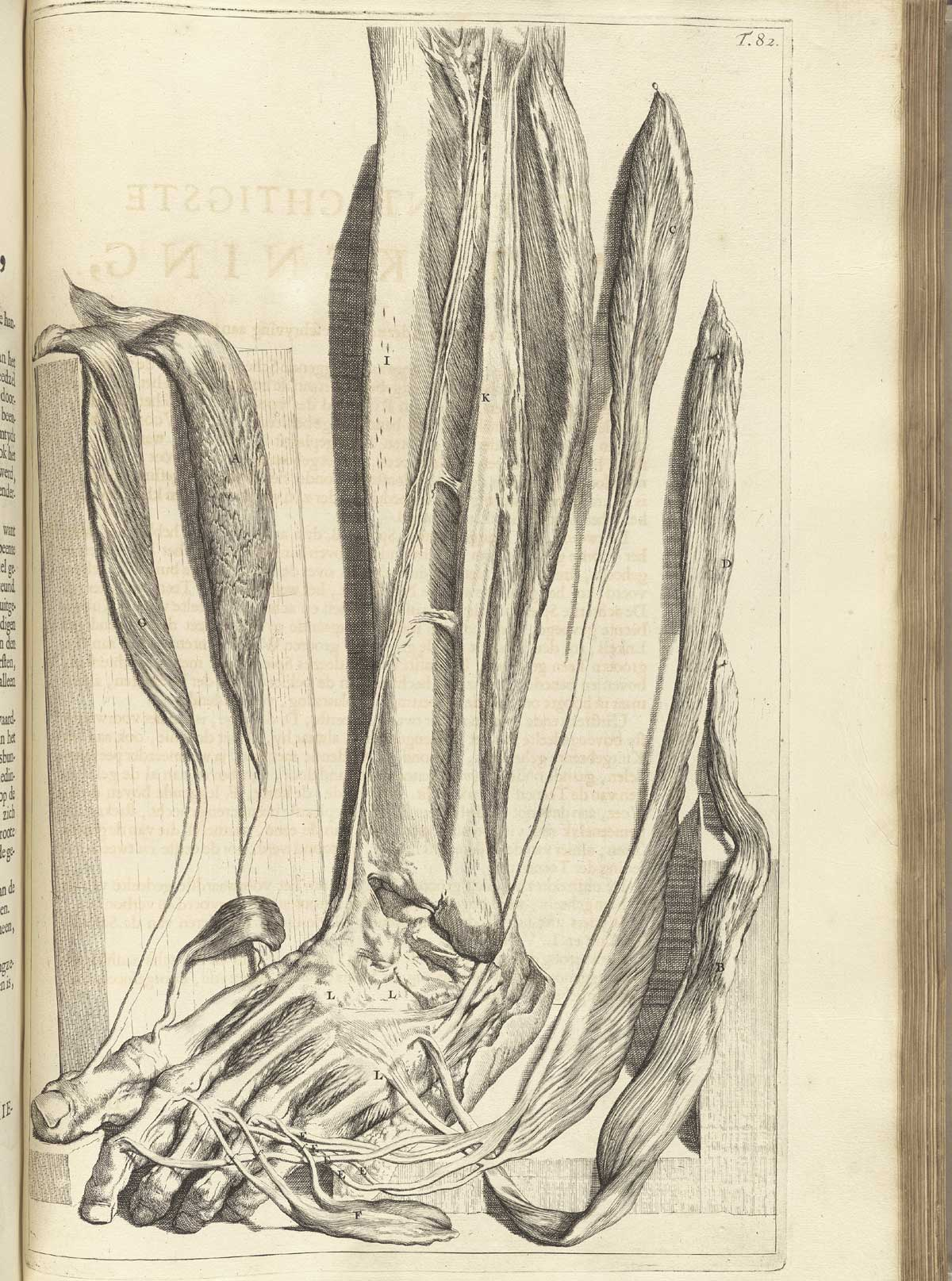
Plano profundo anterior. (1690).

El tobillo es una articulación altamente coaptada, lo cual se debe en gran medida a la mortaja tibioperoneoastragalina y un resistente sistema de ligamentos que envuelve la articulación. Podemos encontrar dos sistemas ligamentarios principales: los ligamentos laterales externo e interno y los ligamentos anterior y posterior, que se comportan como ligamentos accesorios. 
Los ligamentos más importantes y que por tanto proporcionan estabilidad a la articulación son:
- Ligamento lateral interno o ligamento deltoideo: une el astrágalo y el calcáneo con la tibia y se encuentra en la parte interna del tobillo. Se ubica en dos planos:
- Plano profundo: constituido por dos haces tibioastragalinos. El anterior es oblicuo hacia abajo y adelante, para acabar insertándose en la rama interna del yugo astragalino. Por otra parte el haz posterior se emplaza de forma oblicua hacia abajo y atrás, insertándose en una fosita profunda localizada por debajo de la carilla interna; sus fibras más posteriores se fijan en el tubérculo posterointerno.
- Plano superficial: muy extenso y desarrollado en forma triangular. Desde su origen tibial se expande por una línea de inserción inferior continua en el escafoides, el borde interno del ligamento glenoideo y la apófisis menor del calcáneo.

- Ligamento lateral externo: conformado por tres fascículos diferentes, que unen el astrágalo y el calcáneo con el peroné. Está en la parte lateral de la articulación.
- Haz anterior o ligamento peroneoastragalino anterior: adherido al borde anterior del maleolo peroneo, se dirige hacia abajo y hacia adelante para acabar insertándose en el astrágalo.
- Haz medio o ligamento calcáneoperoneo: surge de las proximidades del punto más prominente del maleolo, dirigiéndose hacia abajo y atrás para insertarse en la cara externa del calcáneo.
- Haz posterior o ligamento peroneoastragalino posterior: se origina en la cara interna del maleolo, por detrás de la carilla articular, para dirigirse horizontalmente hacia dentro y ligeramente hacia atrás e insertarse en el tubérculo posteroexterno del astrágalo.

- Ligamentos anterior y posterior: pueden ser considerados como simples engrosamientos capsulares. Se insertan en el astrágalo.

- Ligamentos de la sindesmosis: son los que mantienen unidos tibia y peroné en su extremo distal. Existe un ligamento anterior y otro posterior, fundamentales para mantener la mortaja con el cierre adecuado.[5]

## Movimientos
La articulación tibioperoneoastragalina solo posee movimientos de flexoextensión (flexión plantar y flexión dorsal). 
La amplitud de los movimientos de flexión y de extensión está determinada por el desarrollo de las superficies articulares. La superficie tibial presenta un desarrollo de 70° de arco, mientras que la tróclea astragalina se extiende a unos 145.º De ese modo, se deduce que la amplitud global de la flexoextensión es de 70° a 80.º La extensión predomina sobre la flexión (el tobillo puede permanecer en extensión en la posición denominada pie equino. Por el contrario si permanece en flexión nos encontramos con un pie que anda sobre el talón, pie talo).
La estabilidad anteroposterior de la articulación del tobillo está garantizada por: 
- la gravedad que ejerce el astrágalo sobre la superficie tibial, cuyos bordes representan barreras que impiden que la polea se escape (más frecuente hacia atrás, al golpear en el suelo con el pie extendido). 
- los ligamentos laterales que se comportan como coaptadores pasivos.
- los músculos que van a actuar en su conjunto como coaptadores activos.
Cuando los movimientos de flexión y de extensión sobrepasan su amplitud fisiológica, uno de los elementos debe ceder, pudiendo provocar distintos tipos de lesiones. La hiperextensión podría provocar una luxación posterior o una fractura del borde posterior o tercer maleólo. La hiperflexión podría provocar una luxación anterior o una fractura del borde anterior.
La estabilidad transversal de la articulación del tobillo:
Es una articulación que tiene solo un grado de libertad, ya que anatómicamente no puede hacer ningún movimiento alrededor de sus otros ejes. Esta estabilidad es causada por un gran acoplemiento entre espiga y mortaja: la espiga astragalina está muy sujeta a la mortaja tibioperonea.
Cada parte de esta pinza bimaleolar sujeta al astrágalo en su parte lateral, siempre que la separación fisiológica entre ambos maleólos no se altere. Esto garantiza la integridad de los maleólos y la de los ligamentos peroneotibiales.
Además, los ligamentos laterales externo e interno impiden el balanceo del astrágalo sobre su eje longitudinal.
Cuando se produce un movimiento forzado de abducción en el pie, la carilla externa del astrágalo va a ejercer una presión sobre el maléolo peroneo, que puede producir varias consecuencias:
- Que la pinza bimaleolar se disloque por ruptura de los ligamentos peroneotibiales inferiores, produciéndose lo que se conoce como "diastasis intertibioperonea".

- Si el movimiento va más allá, el ligamento lateral interno se rompe, produciéndose un esguince asociado a una diastasis.

- Puede que el maleolo interno ceda al mismo tiempo que el maléolo externo por encima de los ligamentos peroneotibiales, produciéndose la conocida como "fractura de Dupuytren alta".

- Si los ligamentos tibioperoneos inferiores resisten, o al menos uno de ellos, se produciría una "fractura de Dupuytren baja". Estas fracturas suelen conllevar el desprendimiento de un tercer fragmento posterior que puede producir un bloqueo con el maléolo interno.[6]

Las articulaciones tibioperonea inferior y superior están biomecánicamente comprometidas con la articulación del tobillo.
La eversión e inversión (similar a la pronación y supinación del antebrazo), que se experimenta en el pie se desarrollan entre el astrágalo, calcáneo y escafoides –articulación subastragalina y calcaneoescafoidea-. Es así que los movimientos de circunducción experimentados en el pie son causados por la participación de las tres articulaciones nombradas.

## Biomecánica del complejo tibioperoneo[5]
Durante la flexión dorsal
- El maleolo lateral se aleja del interno.

- Simultáneamente asciende ligeramente, mientras que las fibras de los ligamentos peroneo-tibiales y de la membrana interósea tienden a horizontalizarse.

- Por último, gira sobre sí mismo en el sentido de la rotación externa.

Durante la flexión plantar
Sucede lo contrario que en el caso anterior:
- Aproximación del maléolo lateral al interno. Este movimiento es activo como demostró Pol Le Coeur: la contracción del músculo tibial posterior, cuyas fibras se insertan en ambos huesos, cierran la pinza bimaleolar. De esta forma, la tróclea astragalina está bien sujeta sea cual fuere el grado de flexo-extensión del tobillo.

- Descenso del maléolo lateral con verticalización de las fibras ligamentosas.

- Ligera rotación interna del maléolo lateral.

La articulación peroneotibial superior acusa el contragolpe de los movimientos del maléolo externo:
- durante la flexión del tobillo la carilla peronea se desliza hacia arriba y la interlínea bosteza hacia abajo (debido a la separación de los maleolos) y hacia atrás debido a la rotación externa

- durante la extensión del tobillo se pueden observar los movimientos: descenso, cierre del ángulo y rotación interna

Estos desplazamientos son muy leves, pero existentes: la mejor prueba de ellos es que, a través de la evolución, la articulación peroneotibial superior no se ha soldado todavía, lo que hubiese acabado ocurriendo si no funcionase...
De esta forma, mediante el juego de las articulaciones peroneotibiales, de los ligamentos y del músculo tibial posterior, la pinza bimaleolar se adapta permanentemente a las variaciones de anchura y de curva de la tróclea astragalina, garantizando así la estabilidad transverdal de la articulación crural. Entre otras razones, es para no comprometer esta adaptabilidad por lo que se ha abandonado la colocación de pernos en el tratamiento de la diastasis tibioperonea.

## Factores limitantes para el movimiento[5]
Limitación de la flexión:
- Factores óseos: en la flexión máxima la cara superior del cuello del astrágalo choca contra el borde anterior de la tibia. Si hay un movimiento brusco puede llegar a romperse el cuello.

- Factores capsuloligamentosos: la parte posterior de la cápsula se tensa, al igual que los haces posteriores de los ligamentos laterales.

- Factor muscular: El tríceps sural ejerce una resistencia antes que los dos factores previos, con una retracción muscular puede limitar la flexión.Puede llegar a mantener el tobillo en extensión Pie equino necesitándose cirugía.

Limitación de la extensión
- Factores óseos: Los tubérculos del astrágalo chocan con el borde posterior de la tibia. Normalmente, el tubérculo externo está separado del astrágalo formando el hueso trígono.

- Factotres capsuloligamentosos: la parte anterior de la cápsula se tensa, al igual que los haces anteriores de los liamentos laterales.

- Factores musculares: los flexores del tobillo limitan en primer lugar la extensión mediante resistencia tónica. Una hipertonía de los flexores provoca el pie talo.

Limitación del movimiento de inversión: como se ha podido comprobar con anterioridad durante la inversión, el desplazamiento del calcáneo hacia abajo y adentro provoca un ascenso del astrágalo hacia la parte superior de la superficie talámica donde no encuentra ningún tope óseo, mientras que la parte anteroinferior del tálamo permanece al descubierto por el escafoides que se desliza hacia abajo y adentro sin ser detenido por ningún tope óseo. Por lo tanto, ningún tope óseo limita el movimiento de inversión, excepto el maléolo medial que mantiene hacia dentro la tróclea astragalina. La cadena ligamentosa de inversión es, pues el único factor que limita este movimiento en el transcurso del cual se puede observar como se tensa.
Limitación del movimiento de eversión: durante el movimiento de eversión, la superficie posterior principal de la cara inferior del astrágalo "desciende" por la pendiente del tálamo par impactar contra la cara superior del calcáneo, a la altura del suelo del seno del tarso; la carilla externa del astrágalo, desplazada hacia fuera, impacta contra el maléolo lateral, y lo fractura si el desplazamiento continua. Por lo tanto, lo topes óseos son preponderantes. La cadena ligamentosa de eversión también incluye dos líneas: la línea de tensión principal se inicia en el maléolo medial y la línea de tensión accesoria se origina en el maléolo lateral.
En resumen, el relevo astragalino recibe dos llegadas y es el origen de dos salidas ligamentosas. Globalmente, se puede deducir que la inversión rompe los ligamentos, y en particular el haz anterior de LLE de la articulación talocrural y, que la eversión fractura los maléolos y el externo en primer lugar.

## Músculos

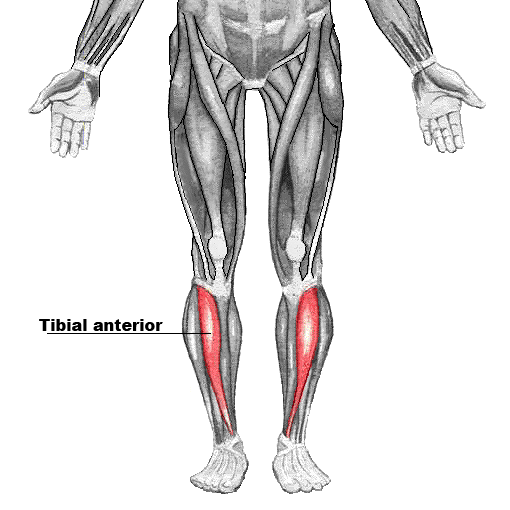
Músculo tibial anterior

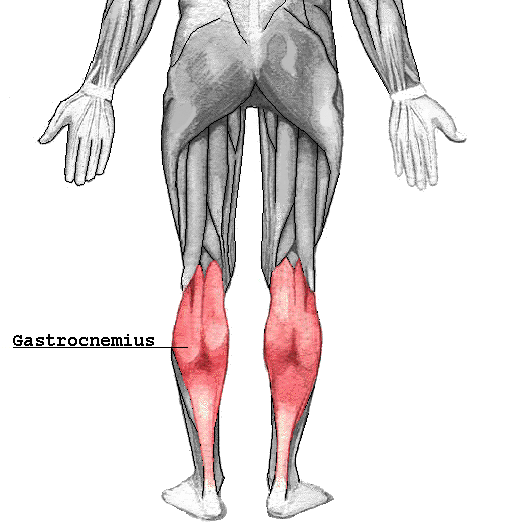
Músculo gastrocnemio (gémelo)

Los músculos que movilizan el tobillo pueden dividirse en dos grupos, aquellos que realizan la flexión dorsal del pie y los que actúan produciendo el movimiento contrario, es decir la flexión plantar.
- Flexión dorsal. Están implicados en este movimiento 4 músculos:
  - Tibial anterior.
  - Músculo extensor largo de los dedos.
  - Músculo extensor largo del dedo gordo.
  - Músculo peroneo anterior[9]

- Flexión plantar. En el movimiento de flexión plantar intervienen 7 músculos.:
  - Músculo soleo.
  - Músculo gastrocnemio (gemelos).
  - Músculo peroneo lateral corto.
  - Músculo peroneo lateral largo.
  - Músculo tibial posterior.
  - Músculo flexor largo de los dedos.
  - Músculo flexor largo del dedo gordo.[9]

## Lesiones
Las principales lesiones que afectan a la región del tobillo son los esguinces y las fracturas. Ambas se producen frecuentemente durante la actividad deportiva. 

### Tendinitis
Se producen por exceso de uso, por ejemplo durante largas marchas. La más frecuente es la tendinitis del tendón de Aquiles y la del tibial anterior. Producen dolor que aumenta con la flexión dorsal o plantar del pie. Se tratan con medicamentos antiinflamatorios y baños de contraste, sumergiendo el pie 5 minutos en agua caliente y uno en agua fría de forma repetida.

### Esguince de tobillo
Es la lesión de alguno de los ligamentos que sustentan la articulación, debido generalmente a un movimiento brusco y forzado que sobrepasa sus límites de elasticidad. Puede ser de grado I cuando el ligamento solamente se distiende, de grado II si se rompe parcialmente y de grado III si se rompe totalmente. Los esguinces de tobillo afectan con más frecuencia a los ligamentos laterales externos, sobre todo al peroneoastragalinoanterior, e irán afectándose más fascículos en función de su gravedad. 
Generalmente se producen por un movimiento de inversión forzada brusco que tensa en exceso los ligamentos. Por consiguiente, el ligamento interno o deltoideo del tobillo se verá afectado en caso de eversión que separe sus insercciones repentinamente más allá de lo que soporta. 
Tiempos según el grado:
- Esguinces de primer grado: hinchazón mínima y dolor moderado. No hay signos de inestabilidad tanto en exploración física como radiológica. Por lo general únicamente se ve afecta el ligamento peroneoastragalino anterior y el paciente puede comenzar la actividad deportiva en un par de semanas.

- Esguinces de segundo grado: hinchazón inmediata y moderada. El dolor es notable, suele apreciarse derrame y marcada impotencia funcional para la deambulación. Suelen verse afectados el ligamento peroneoastragalino anterior y el calcáneoperoneo junto con la parte anterior de la cápsula articular.

- Esguinces de tercer grado: es el más grave. Se lesiona la totalidad del ligamento lateral externo del tobillo, todos sus fascículos. El derrame resulta muy evidente, acompañado de hinchazón muy marcado y dolor importante. Existen signos claros de inestabilidad. Suele producirse sensación de anestesia posterior debido a la rotura de terminaciones nerviosas. Hay que realizar una exploración física y radiológica minuciosa pues suele asociarse a otras lesiones osteocondrales.

- Esguince de la sindesmosis: es poco frecuente y rara vez aparece de forma aislada. Suele producirse ante traumatismos en rotación externa del tobillo y el paciente refiere dolor localizado en la cara anteroexterna del tobillo y la unión peroneotibial distal que aumenta con el apoyo.

Por último, cabe mencionar que en cualquier caso el tratamiento inicial de este tipo de lesiones se basa en la aplicación de RICE (rest, ice, compression and elevation) consistente en: reposo, hielo, compresíón y elevación. Posteriormente se valorará la necesidad de mantener la articulación inactiva o comenzar una movilización precoz con tratamientos de fisioterapia
.

### Fracturas del tobillo

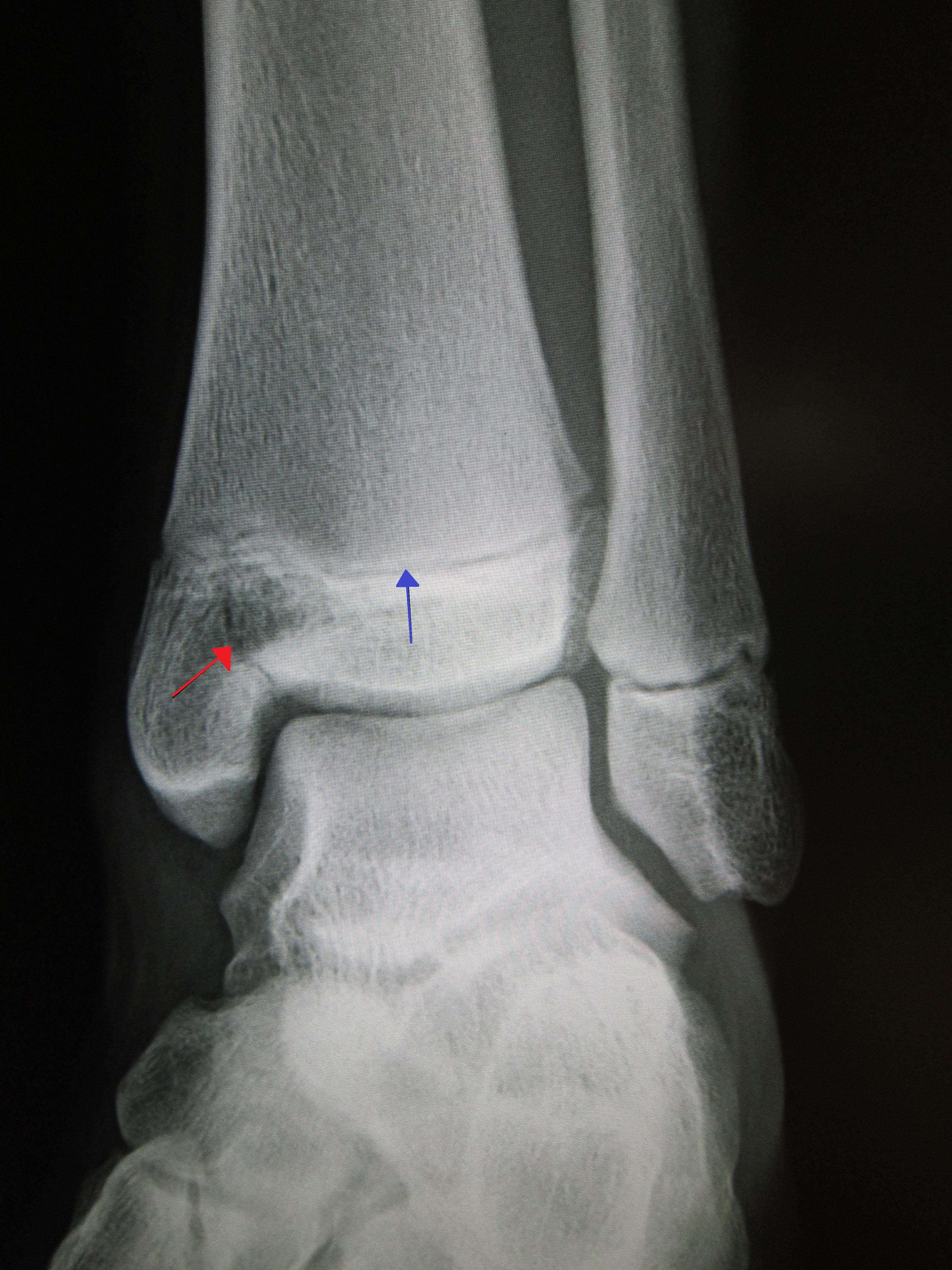
Radiografía de un tobillo en el que puede observarse una fractura. Señalada con la flecha de punta negra, la tibia está situada a la izquierda en la imagen y el peroné a la derecha. Las líneas marcadas con una flecha blanca no son fracturas, pues corresponden a la metáfisis.

Consiste en la rotura de alguno de los huesos que componen la articulación.

### Luxaciones
Consiste en la separación permanente de los huesos que forman la articulación como consecuencia de un traumatismo directo o movimiento forzado, de tal forma que las superficies articulares no coinciden y la movilidad queda muy reducida o es imposible. En el tobillo no son muy frecuentes y cuando se producen se asocian generalmente a una fractura. Para el tratamiento es preciso realizar maniobras de reducción con anestesia general, por lo que es imprescindible el traslado del paciente a un hospital.